# George Simpson, Baron Simpson of Dunkeld
George Simpson, Baron Simpson of Dunkeld (* 2. Juli 1942 in Dundee) ist ein britischer Politiker (Labour Party) und Geschäftsmann.

## Leben und Karriere

### Ausbildung und Berufsanfänge
Simpson wurde als Sohn eines Werksleiters geboren und wuchs in Perthshire auf. Er studierte Buchhaltung am Dundee Technical College und schloss dies 1963 ab.
Von 1964 bis 1968 war er Buchhalter (Senior Accountant) bei Scottish Gas. Von 1969 bis 1977 hatte er eine führende Position im Finanzwesen bei British Leyland inne. Von 1978 bis 1979 war er Finanzdirektor der Leyland Truck & Bus Ltd. Er von Managing Director von Coventry Climax von 1980 bis 1982 und von Freight Rover von 1983 bis 1985. Von 1986 bis 1987 bekleidete er dieses Amt bei Rover Group Commercial Vehicles.

### Führungspositionen bei Rover und Marconi
Simpson trat 1988 in die Tochtergesellschaft Leyland-DAF der Rover Group ein und übernahm dort im Januar 1989 die Position als Managing Director. Simpson reorganisierte das Unternehmen; er ersetzte die drei Aufsichtsräte (Boards) von Austin Rover, Land Rover und der Rover Group mit einem einzigen Gremium. Zu dieser Zeit war Rover privatisiert und an British Aerospace (Bae) verkauft worden. In den früheren 1990er Jahren war Simpson Mitglied des Bae-Rates geworden. Im September 1991 wurde er außerdem Vorsitzender (Chairman) von Rover, als der Vorgänger, Sir Graham Day Interimsvorsitzender von British Aerospace wurde. Day beförderte Simpson im Dezember 1991 zum Deputy Chief Executive von British Aerospace, um das Management des Unternehmens „abzuhärten“. Er blieb Executive Chairman von Rover, wurde aber als Managing Director abgelöst.
Simpson erwarb sich in den späten 1980er und in den frühen 1990er Jahren einen Ruf als Sanierer von in Schwierigkeiten geratenen Unternehmen. Als Vorstandsvorsitzender der Firma Marconi war er allerdings später auch an einem der größten Firmenzusammenbrüche in Großbritannien involviert.
Simpson war von 1989 bis 1994 Mitglied des Aufsichtsrates (Supervisory Board) von DAF NV (DAF Trucks NV). Von 1992 bis 1994 war er Vorsitzender (Chairman) und Deputy Chief Executive der British Aerospace. Im November 1993 wurde er als CEO von Lucas Industries angekündigt. Zu dieser Zeit genoss Simpson für seine Rolle bei der Überwindung der Rover-Krise hohes Ansehen. Bevor er sein Amt bei Lucas Industries aufnahm, war er am Verkauf von Rover an BMW beteiligt. Er nahm an den Verhandlungen teil, die vorsahen, den Anteil von Honda bei Rover von 20 % auf 47,5 % zu erhöhen, mit dem Ziel eines Börsengangs. Allerdings bot BMW 800 Millionen £ für die Rover Group, welche British Aerospace von Rovers „großen Appetit auf Geld“ befreien würde von der täglichen Verschuldung von 200 Millionen £ und 700 Millionen £ weiterer Verpflichtungen. Simpson reiste nach Japan, um anzufragen, ob Honda mit dem Angebot mithalten kann, was diese ablehnten. Von 1994 bis 1996 war er Chief Executive von Lucas Industries.
Am 18. März 1996 wurde Simpson als Managing Director von GEC als Ersatz für Arnold Weinstock, Baron Weinstock bestätigt. Die Zeitung The Independent berichtete, dass „einige Analysten glauben, dass Mr. Simpsons Insiderwissen“ von Bedeutung war. Die Auswirkungen des Zusammenbruchs reichten bis weit in die Zeit nach Simpsons Rücktritt. Trotz einer grundlegenden Umstrukturierung setzen sich die Probleme bis 2005 fort, als ein wichtiger Vertrag mit der BT Group nicht zustande kam, was das Unternehmen dazu zwang, einen Käufer zu suchen. Marconi wurde 2005 von Ericsson gekauft. Teile, die nicht von Ericsson erworben wurden, wurden Telent plc. Bei Marconi plc (zuvor General Electric Company) war er zunächst von 1996 bis 1999 als Managing Director und von 1999 bis 2001 als Chief Executive tätig. Von 1992 bis 1999 war er Non-Executive Director von Pilkington und von 1995 bis 2001 bei ICI plc. Seit 1998 ist er Non-Executive Director von Alstom SA und seit 1999 von Nestlé SA. Seit 2001 übt er dieses Amt bei der NW Venture Capital Fund Ltd der Bank of Scotland aus.

### Sonstige Ämter
Von 1991 bis 1993 gehörte er dem Government Advisory Committee on Business and Environment an. Von 1993 bis 1995 war Simpson Präsident der West Midlands Development Agency. Von 1995 bis 1996 war er Präsident der Society of Motor Manufacturers and Traders (SMMT), wo er zuvor Vizepräsident (Vice-President) war. Von 1995 bis 1997 war er Mitglied der Commission on Public Policy und Mitglied des British Business Institute of Public Policy Research.
Außerdem ist er Mitglied des Senats des Energy Council und Direktor (Governor) der London Business School. Simpson ist derzeit Leiter (Governor) des Economic Forum und Mitglied des European Round Table. Er ist unabhängiger Direktor (Independent Director) der Triumph Group Inc. Außerdem ist er Mitglied des Treuhandrates der Abertay University und des SMMT Charitable Fund.
Seit 1991 ist er Gastprofessor (Industry Professor) an der University of Warwick.

## Mitgliedschaft im House of Lords
Simpson wurde am 5. November 1997 als Baron Simpson of Dunkeld, of Dunkeld in Perth and Kinross zum Life Peer ernannt. Seine offizielle Einführung ins House of Lords fand am 17. November 1997 mit der Unterstützung von Arnold Weinstock, Baron Weinstock und Simon Haskel, Baron Haskel statt.
Seine Antrittsrede im House of Lords hielt er am 1. April 1998. Als seine politischen Interessen gibt er Handel und Industrie an.
Von 2004 bis 2010 und seit 2011 ist er durch einen vom House of Lords  vergebenen Leave of Absence beurlaubt. Am 16. Februar 2011 nahm er das erste Mal seit 2000 wieder an einer Abstimmung teil.
Simpson war von Beginn seiner Mitgliedschaft nur selten anwesend.
Am 30. Juli 2015 trat Simpson gemäß den Regelungen des House of Lords Reform Act 2014 freiwillig in den Ruhestand und schied aus dem House of Lords aus.

## Ehrungen
Simpson ist Fellow der Association of Certified Accountants, Associate des Chartered Institute of Secretaries and Administrators, Fellow des Institute of Motor Industry, beim Chartered Institute of Transport sowie bei der Royal Society of Arts.